# Lingua cheke holo
Il cheke holo è una lingua oceanica parlata da un consistente gruppo di abitanti della parte occidentale dell'isola Santa Isabel (Isole Salomone).

## Fonologia
Il sistema fonologico consonantico del cheke holo presenta delle peculiarità, condivise con altre lingue di Santa Isabel, tra cui la presenza di occlusive aspirate e sonoranti sorde. Il sistema vocalico, composto da cinque membri, è invece più conforme a quello prototipico di tutta l'area oceanica.
|           |           | Labiale | Alveolare | Palatale | Velare | Glottidale |
| --------- | --------- | ------- | --------- | -------- | ------ | ---------- |
| Occlusive | sorde     | p       | t         | tʃ       | k      | ʔ          |
| Occlusive | aspirate  | pʰ      | tʰ        |          | kʰ     |            |
| Occlusive | sonore    | b       | d         | dʒ       | g      |            |
| Fricative | Fricative | f v     | s z       |          | ɣ ɣʱ   | h          |
| Nasali    | Nasali    | m m̥     | n n̥       | ɲ ɲ̊      | ŋ ŋ̊    |            |
| Vibranti  | Vibranti  |         | r r̥       |          |        |            |
| Laterali  | Laterali  |         | l l̥       |          |        |            |

|       | Anteriore | Centrale | Posteriore |
| ----- | --------- | -------- | ---------- |
| Alte  | i         |          | u          |
| Medie | e         |          | o          |
| Basse |           | a        |            |

## Morfosintassi
Il cheke holo ha come ordine pragmaticamente neutro l'ordine VSO, ma anche gli ordini SVO, OVS e VOS sono attestati.